# یی ای
یی ای (انگلیسی: Yi I؛ ۲۶ دسامبر ۱۵۳۶ – ۱ ژانویهٔ ۱۵۸۴) فیلسوف، نویسنده، و شاعر اهل پادشاهی چوسان بود.